# 福岡県道733号筑後柳河停車場線
福岡県道733号筑後柳河停車場線（ふくおかけんどう733ごう ちくごやながわていしゃじょうせん）は、福岡県柳川市を通る、かつて存在した一般県道である。

## 概要
福岡県柳川市三橋町柳河の1987年（昭和62年）3月28日に廃止となった佐賀線筑後柳河駅跡地から柳河小塚交差点までを結んでいた。

### 路線データ
- 起点：福岡県柳川市三橋町柳河（佐賀線 筑後柳河駅跡地）
- 終点：福岡県柳川市三橋町柳河（柳河小塚交差点、国道208号交点）

## 歴史
- 1959年（昭和34年）4月1日 - 福岡県告示第232号により、県道筑後柳河停車場線として路線認定される（当時の整理番号は139）[1]。
- 1987年（昭和62年）3月28日 - 国鉄佐賀線廃止。
- 2019年（平成31年）3月29日 - 福岡県告示第253号により廃止された[2]。

## 路線状況

### 重複区間
- 福岡県道23号久留米柳川線（柳川市三橋町柳河）
- 福岡県道770号枝光今古賀線（柳川市三橋町柳河）

## 地理

### 通過していた自治体
- 柳川市

### 交差していた道路
| 交差していた道路                                                             | 交差していた場所 | 交差していた場所      |
| ---------------------------------------------------------------------------- | ---------------- | --------------------- |
| 福岡県道23号久留米柳川線 重複区間起点                                        | 三橋町柳河       |                       |
| 福岡県道23号久留米柳川線 重複区間終点 福岡県道770号枝光今古賀線 重複区間起点 | 三橋町柳河       | YOU遊の森公園東交差点 |
| 福岡県道770号枝光今古賀線 重複区間終点                                       | 三橋町柳河       |                       |
| 国道208号 国道443号 重複                                                     | 三橋町柳河       | 柳河小塚交差点 / 終点 |

### 沿線
- 佐賀線 筑後柳河駅跡地
- YOU・遊の森公園